# Bouvignies
Bouvignies és un municipi francès, situat a la regió dels Alts de França, al departament del Nord. L'any 2006 tenia 1.516 habitants. Limita al nord amb Orchies, al nord-est amb Beuvry-la-Forêt, al sud-est amb Marchiennes, al sud-oest amb Flines-lez-Raches i a l'oest amb Coutiches.

## Demografia
| 1962                                       | 1968  | 1975  | 1982  | 1990  | 1999  | 2006  |
| ------------------------------------------ | ----- | ----- | ----- | ----- | ----- | ----- |
| 1.125                                      | 1.114 | 1.128 | 1.257 | 1.426 | 1.537 | 1.516 |
| Des de 1962: població sense dobles comptes |       |       |       |       |       |       |

## Administració
| Període | Identitat      | Partit |
| ------- | -------------- | ------ |
| 2001-   | Jacques Delrue |        |